# Rhopalostylis sapida
Rhopalostylis sapida is een palmensoort, en van alle palmen is dit de soort die het meest zuidelijk groeit, in Nieuw-Zeeland.
Ze groeien op het noordelijke eiland, waar ze vooral in de kustregio's en langs de oevers van de waterlopen voorkomen. Op het zuidelijke eiland is deze soort beperkt aanwezig. De palmen komen vooral voor in goed beboste en vochtige gebieden, in een zacht zeeklimaat.
De 8-10 m hoge stammen hebben een kroon van lange vederbladeren. De bloeiwijzen komen onder de bladstelen en kunnen 1 m lang worden. De bloeiwijzen hebben zowel mannelijke als vrouwelijke bloemen. De kleine vruchten zijn rood of levendig oranje.
Deze palm kan groeien op uitgezochte plaatsjes langs de Azurenkust en zelfs in Bretagne, op voorwaarde dat hij in de winter zorgvuldig beschermd wordt. Hij verdraagt niet meer vorst dan -6 °C. Hij heeft nood aan schaduw en een rijke grond, vooral als jonge plant.